# クーロンの法則
クーロンの法則（クーロンのほうそく、英語: Coulomb's law）とは、荷電粒子間に働く反発し、または引き合う力がそれぞれの電荷の積に比例し、距離の2乗に反比例すること（逆2乗の法則）を示した電磁気学の基本法則。
ヘンリー・キャヴェンディッシュにより1773年に実験的に確かめられていたが、この成果は彼の死後ずいぶん経ったのちの1879年にジェームズ・クラーク・マクスウェルが遺稿をまとめて『ヘンリー・キャヴェンディシュ電気学論文集』として発表するまで世間に発表されておらず、このためキャヴェンディッシュとは全く別のアプローチからシャルル・ド・クーロンが1785年に法則として再発見したことになる。磁荷に関しても同様の現象が成り立ち、これもクーロンの法則と呼ばれる。一般的にクーロンの法則と言えば、通常前者の荷電粒子間の相互作用を指す。クーロンの法則は、マクスウェルの方程式から導くことができる。
また、導体表面上の電場はその場所の電荷密度に比例するという法則も「クーロンの法則」と呼ばれる。こちらは「クーロンの電荷分布の法則」といい区別する。

## 概要
クーロンの法則は1785年から89年にかけて発見されたが、それまでの電磁気学（確立していないがそれに関する研究）は、かなり曖昧で定性的なものであった。
電磁気学は、1600年にウィリアム・ギルバートは琥珀が摩擦でものを引きつける現象から、物質を電気性物質、非電気性物質として区別したことに始まり、1640年にはオットー・フォン・ゲーリケによって放電が確認された。
18世紀に入った1729年にスティーヴン・グレイが金属が電気的性質を伝えることを発見し、その作用を起こす存在を電気と名付けた。彼はギルバートの電気性物質の区別を、電気を導く物質として導体、電気を伝えない物質を不導体と分類した。1733年、シャルル・フランソワ・デュ・フェが摩擦によって生じる電気には二つの性質があり、同種間では反発し、異種間では引き合うこと、そして異種の電気を有する物質どうしを接触させると中和して電気的作用を示さなくなることを発見した。1746年にはライデン瓶が発明され、電気を蓄える技術を手に入れた。1750年には検電器が発明され、これらからベンジャミン・フランクリンが電気にプラスとマイナスの区別をつけることでデュ・フェの現象を説明した。
フランクリンの手紙に示唆されて、ジョゼフ・プリーストリーは1766年に中空の金属容器を帯電させ、内部の空気中に電気力が働かないことを示し、重力との類推から電気力が距離の2乗に反比例すると予想した。1769年にジョン・ロビソン(John Robison)は実験により同種電荷の斥力は距離の2.06乗に反比例し、異種電荷の引力は距離の2以下の累乗に反比例することを見出した。しかしこの結果は1803年まで公表されなかった。1773年にイギリスのヘンリー・キャヴェンディッシュは同心にした2個の金属球の外球を帯電させ、その二つを帯電させたときに内球に電気が移らないことから逆二乗の法則を導き出した。これはまさにクーロンの法則であり、クーロンよりも早く、しかも高い精度で求めていた。しかし、彼は研究資料を机にしまい込んで発表しなかったためにおよそ100年の間公表されなかった。
1785年にクーロンはねじり天秤を用いて、荷電粒子間にはたらく力が電荷量の二乗に比例し、距離の二乗に反比例するという法則、すなわち以下でしめされるクーロンの法則を導きだした。
{\displaystyle F=k{\frac {q_{1}q_{2}}{r^{2}}}}
ここで q1, q2 は荷電粒子の電荷量。r は粒子間の距離。k は比例定数。
F は {\displaystyle q_{1}\cdot q_{2}>0} ならば斥力を表し、{\displaystyle q_{1}\cdot q_{2}<0} ならば引力を表す。
これは実験から見出したもので距離の指数 2 は有効数字をもち、指数の実験値 {\displaystyle 2+\delta } は現在もより精密な実験により更新されている。キャヴェンディッシュによる実験では |δ| = 1/50 であり、マクスウェルがマカリスターと共同で行った実験では |δ| = 1/21600, 現在の値では |δ| < 2×10−9 であることが確かめられている。このため実用的には通常距離の二乗としている。この実験の成果からこの法則をクーロンの法則と呼ぶ。また式中の定数 k をクーロン定数といい、この式で表される力 F をクーロン力（静電力、静電気力、静電引力）という。
クーロンの実験の後にも、電気力と距離の関係を求めようとして行われた実験は少なくないが、それらは必ずしも逆2乗則を支持するものではなかった。クーロンのねじり天秤は非常に敏感な装置であり、現代に行われた再現実験でも誤差が大きく、距離の冪数が1～3乗程度になるという結論しか得られていない。クーロンの論文のデータの誤差は3–4 %程度で、おそらく多くの測定の中から最も信頼できると思われるデータだけを報告したものと推察される。再現実験を行ったヘーリングは、「おそらくクーロンは理論的考察から逆2乗則を信じるようになり、それを実証しようとして実験したのであって、実験から逆2乗則を発見したのではなかろう」と結論している。ただしこの時代には最小二乗法などの誤差論が存在しなかったことにも留意する必要がある。
キャベンディッシュの研究資料は1870年に設立されたキャヴェンディッシュ研究所の初代所長マクスウェルによって1879年に公表された。マクスウェルはキャヴェンディッシュの方法を改良して追試を行い、キャベンディッシュの実験の確かさを再確認すると共に、マクスウェルの時代の実験器具により非常に高い精度でクーロンの法則を確かめている。

## 電荷に関するクーロンの法則
真空中で、二つの電荷を帯びた粒子（荷電粒子）間に働く力の大きさは、二つの粒子の電荷の大きさの積に比例し、粒子間の距離の二乗に反比例する。同符号の電荷のあいだには斥力、異なる符号の電荷のあいだには引力が働く。
この力のことをクーロン力（またはクーロン相互作用）と呼ぶ。
位置{\displaystyle {\boldsymbol {r}}_{1}}にある電荷{\displaystyle q_{1}}の荷電粒子が位置{\displaystyle {\boldsymbol {r}}_{2}}にある電荷{\displaystyle q_{2}}の荷電粒子から受けるクーロン力を{\displaystyle {\boldsymbol {F}}}とすると、真空中では
{\displaystyle {\boldsymbol {F}}={\frac {q_{1}q_{2}}{4\pi \varepsilon _{0}}}{\frac {{\boldsymbol {r}}_{1}-{\boldsymbol {r}}_{2}}{|{\boldsymbol {r}}_{1}-{\boldsymbol {r}}_{2}|^{3}}}}
となる。
{\displaystyle \varepsilon _{0}}は真空の誘電率(≈ 8.85418781×10−12 F/m)で、{\displaystyle {\frac {1}{4\pi \varepsilon _{0}}}} ≈ 8.987552×109 V2/N である。
電荷は電束密度{\displaystyle {\boldsymbol {D}}}（源場）を作り、電場{\displaystyle {\boldsymbol {E}}}（力場）から力を受けると考えて、以下のように書ける。
{\displaystyle {\boldsymbol {F}}=q_{1}{\boldsymbol {E}},\quad {\boldsymbol {E}}=\varepsilon _{0}^{-1}{\boldsymbol {D}},\quad {\boldsymbol {D}}={\frac {q_{2}}{4\pi }}{\frac {{\boldsymbol {r}}_{1}-{\boldsymbol {r}}_{2}}{|{\boldsymbol {r}}_{1}-{\boldsymbol {r}}_{2}|^{3}}}}
2番目の式は真空中での{\displaystyle {\boldsymbol {D}}}と{\displaystyle {\boldsymbol {E}}}の関係を表す式（真空の構成方程式）である。一般の媒質では分極{\displaystyle {\boldsymbol {P}}}を用いて
{\displaystyle {\boldsymbol {D}}=\varepsilon _{0}{\boldsymbol {E}}+{\boldsymbol {P}}}
となる。
クーロン力は以下のようなクーロンポテンシャルから導くことができる。
{\displaystyle V_{1}({\boldsymbol {\hat {r}}}_{1})={\frac {q_{1}\cdot {}q_{2}}{r}}{\boldsymbol {\hat {r}}}=V_{2}({\boldsymbol {\hat {r}}}_{2})}
クーロン力は位置のみに依存する保存力であることがわかる。

## 磁荷に関するクーロンの法則
E-H対応では、磁気に関しても電気と対称的に、磁荷を帯びた粒子間に働く力として磁荷に関するクーロンの法則を導入する。
ただし、実際には磁荷は電荷とは異なり分割はできず（どんなに細かくしても必ずN極とS極が対になる）、磁気単極子は2022年現在見つかっていない。ここでは仮想的な概念として磁荷を取り扱う。

位置{\displaystyle {\boldsymbol {r}}_{1}}にある磁荷{\displaystyle m_{1}}の粒子が位置{\displaystyle {\boldsymbol {r}}_{2}}にある磁荷{\displaystyle m_{2}}の磁荷から受ける力を{\displaystyle {\boldsymbol {F}}_{\mathrm {m} }}とすると、真空中では
{\displaystyle {\boldsymbol {F}}_{\mathrm {m} }={\frac {m_{1}m_{2}}{4\pi \mu _{0}}}{\frac {{\boldsymbol {r}}_{1}-{\boldsymbol {r}}_{2}}{|{\boldsymbol {r}}_{1}-{\boldsymbol {r}}_{2}|^{3}}}}
となる。{\displaystyle \mu _{0}}は真空の透磁率(≈ 1.256637062×10−6 H/m)である。
また次のようにも考えられる。
{\displaystyle {\boldsymbol {F}}_{\mathrm {m} }=m_{1}{\boldsymbol {H}},\quad {\boldsymbol {H}}=\mu _{0}^{-1}{\boldsymbol {B}},\quad {\boldsymbol {B}}={\frac {m_{2}}{4\pi }}{\frac {{\boldsymbol {r}}_{1}-{\boldsymbol {r}}_{2}}{|{\boldsymbol {r}}_{1}-{\boldsymbol {r}}_{2}|^{3}}}}
一般の媒質の構成方程式は、E-H対応では、磁気分極{\displaystyle {\boldsymbol {P}}_{\mathrm {m} }}を用いて
{\displaystyle {\boldsymbol {B}}=\mu _{0}{\boldsymbol {H}}+{\boldsymbol {P}}_{\mathrm {m} }}
となる。
E-B対応では、磁気の原因を磁荷ではなく微小なループ電流に求め、{\displaystyle {\boldsymbol {H}}}ではなく{\displaystyle {\boldsymbol {B}}}を磁気の力場とする。距離{\displaystyle r}離れた平行電流{\displaystyle I_{1}}、{\displaystyle I_{2}}があるとき、{\displaystyle I_{1}}の長さ{\displaystyle l}の部分が受ける力は以下のようになる。（アンペールの法則）
{\displaystyle F=(I_{1}l)B,\quad B=\mu _{0}H,\quad H={\frac {I_{2}}{2\pi r}}}
一般の媒質の構成方程式は磁化{\displaystyle {\boldsymbol {M}}}により、以下のようになる。
{\displaystyle {\boldsymbol {H}}=\mu _{0}^{-1}{\boldsymbol {B}}-{\boldsymbol {M}}}